# Sylvandre helvète
Hipparchia genava
Espèce
Le Sylvandre helvète ou Sylvandre helvétique, Hipparchia genava, est une espèce de lépidoptères européens de la famille des Nymphalidae et de la sous-famille des Satyrinae.

## Noms vernaculaires
- En français : le Sylvandre helvète[1],[2], le Sylvandre helvétique[3].
- En anglais : Lesser Rock Grayling[4].

## Systématique
Le taxon genava a été décrit pour la première fois en 1908 par Hans Fruhstorfer en tant qu'Eumenis fagi genava, avec pour localité type le Valais, puis deux ans plus tard par le même auteur en tant qu'Eumenis alcyone genava. 
En 1990, Leraut l'a scindé d'Hipparchia alcyone pour en faire une espèce distincte appelée Hipparchia genava. Certains auteurs la considèrent cependant toujours comme une sous-espèce ou un synonyme d'H. alcyone.

## Description
L'imago d'Hipparchia genava est un grand papillon de couleur marron foncé avec une bande submarginale blanche, en bordure une frange entrecoupée et un gros ocelle noir à l'apex des antérieures et un second petit aux postérieures, très discrètement pupillés.
Le revers des antérieures est semblable marron avec une bande submarginale banche, l'ocelle noir pupillé de blanc à l'apex un petit ocelle aveugle pas toujours présent, alors que les postérieures sont marbrées de marron et de blanc avec une large bande blanche.

## Biologie

### Phénologie
Hipparchia genava vole en une génération entre mai et août.

### Plantes hôtes
Les plantes hôtes de sa chenille sont diverses Gramineae.

## Distribution
Hipparchia genava est présent dans le centre et l'Est de la France (notamment dans les Alpes, le Massif central et le Jura,), en Suisse (Alpes et Jura) ainsi que dans les Alpes italiennes.
Cette aire de répartition est encore imparfaitement connue en raison de la difficulté de détermination de l'espèce.